# Ligne Shinkansen Hokuriku
La ligne Shinkansen Hokuriku (北陸新幹線, Hokuriku Shinkansen) est une ligne à grande vitesse japonaise reliant Takasaki à Tsuruga dans la région du Hokuriku.
Cette ligne de Shinkansen a la particularité d'être détenue et exploitée par deux branches des Japan Railways (JR) : la JR East pour le tronçon Takasaki - Jōetsumyōkō, et la JR West pour le tronçon Jōetsumyōkō - Tsuruga.

## Histoire et développements futurs
Le premier tronçon de la ligne Shinkansen Hokuriku a été inauguré entre Takasaki et Nagano en 1997 à l'occasion des Jeux olympiques d'hiver de 1998 sous le nom de ligne Shinkansen Nagano. Le tronçon entre Nagano et Kanazawa (et son prolongement vers Hakusan pour les ateliers de maintenance) est ouvert au service commercial depuis le 14 mars 2015. À la suite du puissant typhon Hagibis d'octobre 2019 et à l'inondation d'un centre de maintenance près de Nagano (plusieurs rames shinkansen sous les eaux), le service commercial est modifié pendant une durée indéterminée (plusieurs mois dans les faits).
En 2012, la construction du prolongement de la ligne vers Fukui et Tsuruga commence. Les tests débutent en octobre 2023 et le prolongement ouvre au service commercial le 16 mars 2024.
Par la suite, l'extension de la ligne vers Osaka via Obama et Kyoto est prévue pour 2046.

## Caractéristiques

### Ligne
- Longueur : 470,6 km
- Écartement : voie normale
- Alimentation : 25 000 V 50-60 Hz par caténaire
- Nombre de voies : Double voie

### Services
Au 16 mars 2024, quatre types de services sont effectués :
- services Asama entre Tokyo et Nagano,
- services express Kagayaki entre Tokyo et Tsuruga pour un meilleur temps de parcours de 3h08[5],
- services semi-express Hakutaka entre Tokyo et Tsuruga,
- services Tsurugi entre Toyama et Tsuruga.

### Liste des gares
| Gare                      | Nom japonais   | Distance depuis Takasaki (km) | Correspondances | Localisation       | Localisation          |
| ------------------------- | -------------- | ----------------------------- | --- | ------------------ | --------------------- |
| Takasaki                  | 高崎           | 0                             | JR East Shinkansen : Jōetsu (interconnexion) JR East : Agatsuma, Jōetsu, Ryōmō, Shin'etsu, Takasaki Jōshin Electric Railway : Jōshin                    | Takasaki           | Préfecture de Gunma   |
| Annaka-Haruna             | 安中榛名       | 18,5                          | | Annaka             | Préfecture de Gunma   |
| Karuizawa                 | 軽井沢         | 48,8                          | Shinano Railway : Shinano Railway | Karuizawa          | Préfecture de Nagano  |
| Sakudaira                 | 佐久平         | 59,4                          | JR East : Koumi | Saku               | Préfecture de Nagano  |
| Ueda                      | 上田           | 84,2                          | Shinano Railway : Shinano Railway Ueda Kotsu : Bessho                                                                                                   | Ueda               | Préfecture de Nagano  |
| Nagano                    | 長野           | 117,4                         | JR East : Iiyama, Shin'etsu, Shinonoi Nagaden : Nagano Shinano Railway : Kita-Shinano                                                                   | Nagano             | Préfecture de Nagano  |
| Iiyama                    | 飯山           | 147,3                         | JR East : Iiyama | Iiyama             | Préfecture de Nagano  |
| Jōetsumyōkō               | 上越妙高       | 176,9                         | Echigo Tokimeki Railway : Myōkō Haneuma | Jōetsu             | Préfecture de Niigata |
| Itoigawa                  | 糸魚川         | 213,9                         | JR West : Ōito Echigo Tokimeki Railway : Nihonkai Hisui                                                                                                 | Itoigawa           | Préfecture de Niigata |
| Kurobe-Unazukionsen       | 黒部宇奈月温泉 | 253,1                         | Toyama Chihō Railway : ligne principale | Kurobe             | Préfecture de Toyama  |
| Toyama                    | 富山           | 286,9                         | JR West : Takayama Ainokaze Toyama Railway : Ainokaze Toyama Railway Toyama Chihō Railway : ligne principale, Fujikoshi, Tateyama Tramway de Toyama     | Toyama             | Préfecture de Toyama  |
| Shin-Takaoka              | 新高岡         | 305,8                         | JR West : Jōhana | Takaoka            | Préfecture de Toyama  |
| Kanazawa                  | 金沢           | 345,5                         | JR West : Hokuriku IR Ishikawa Railway : IR Ishikawa Railway Hokutetsu : Asanogawa                                                                      | Kanazawa           | Préfecture d'Ishikawa |
| Komatsu                   | 小松           | 372,6                         | IR Ishikawa Railway : IR Ishikawa Railway | Komatsu            | Préfecture d'Ishikawa |
| Kagaonsen                 | 加賀温泉       | 387,2                         | IR Ishikawa Railway : IR Ishikawa Railway | Kaga               | Préfecture d'Ishikawa |
| Awaraonsen                | 芦原温泉       | 403,4                         | Hapi-Line Fukui : Hapi-Line Fukui | Awara              | Préfecture de Fukui   |
| Fukui                     | 福井           | 421,4                         | - Hapi-Line Fukui : Hapi-Line Fukui - Echizen Railway : Katsuyama Eiheiji - Fukui Railway : Fukubu                                                      | Fukui              | Préfecture de Fukui   |
| Echizen-Takefu            | 越前たけふ     | 440,4                         | | Echizen            | Préfecture de Fukui   |
| Tsuruga                   | 敦賀           | 470,6                         | - Hapi-Line Fukui : Hapi-Line Fukui - JR West : Hokuriku, Obama                                                                                         | Tsuruga            | Préfecture de Fukui   |
| En cours de planification |                |                               | |                    |                       |
| Higashi-Obama             | 東小浜         |                               | JR West : Obama | Obama              | Préfecture de Fukui   |
| Kyoto                     | 京都           |                               | - JR Central : Shinkansen Tōkaidō - JR West : principale Tōkaidō, Kosei, Nara, principale Sanin - Kintetsu : Kintetsu Kyoto - Métro de Kyoto : Karasuma | Shimogyō-ku, Kyoto | Préfecture de Kyoto   |
| Matsuiyamate              | 松井山手       |                               | | Kyōtanabe          | Préfecture de Kyoto   |
| Shin-Osaka                | 新大阪         |                               | - JR Central : Shinkansen Tōkaidō - JR West : Shinkansen Sanyō, principale Tōkaidō, Osaka Higashi - Métro d'Osaka : Midōsuji                            | Yodogawa-ku, Osaka | Préfecture d'Osaka    |

## Matériel roulant
La ligne est parcourue par des rames Shinkansen série E7 et W7. De 1997 à 2017, la ligne était également parcourue par des Shinkansen série E2 sur les services Asama.

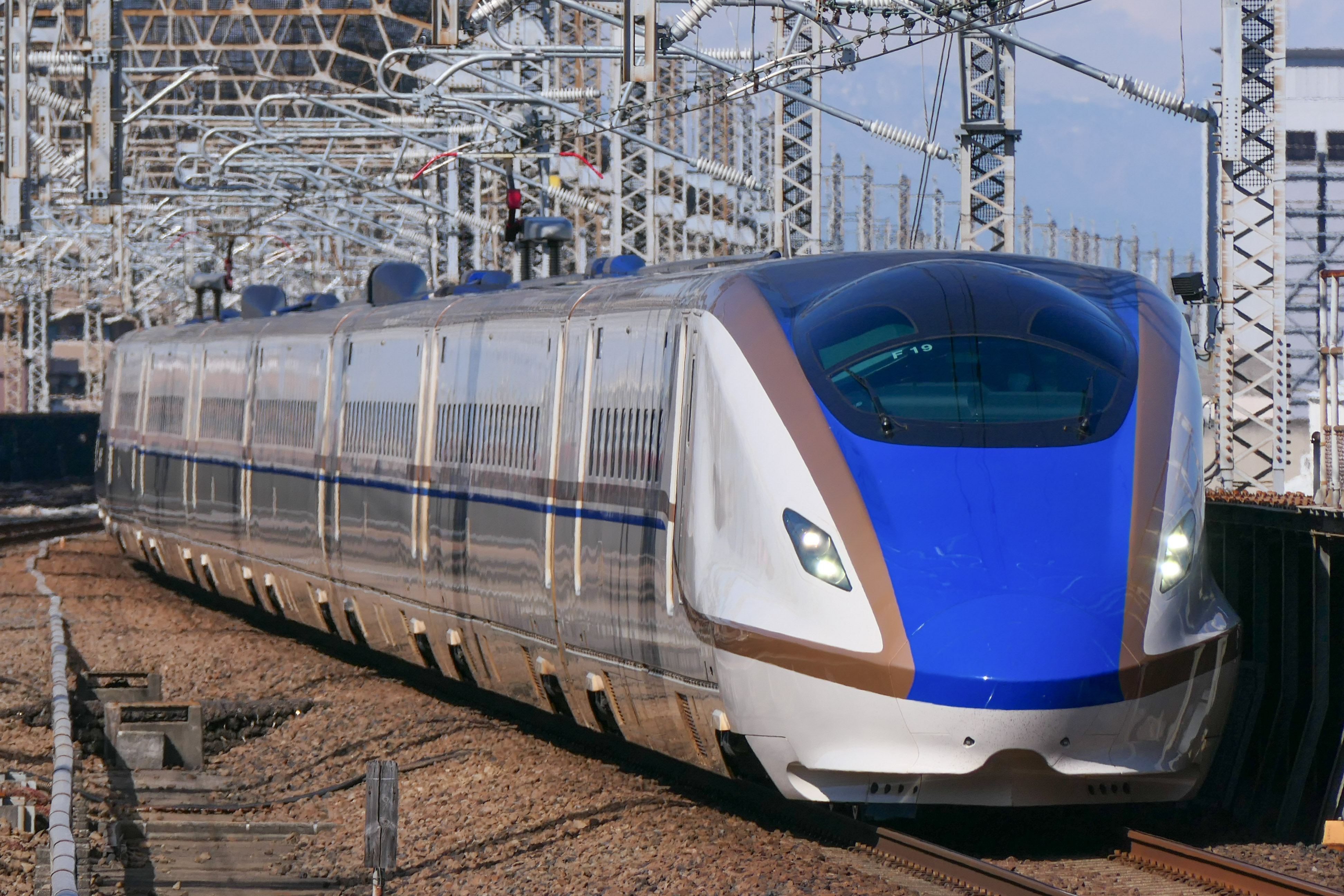
Shinkansen E7
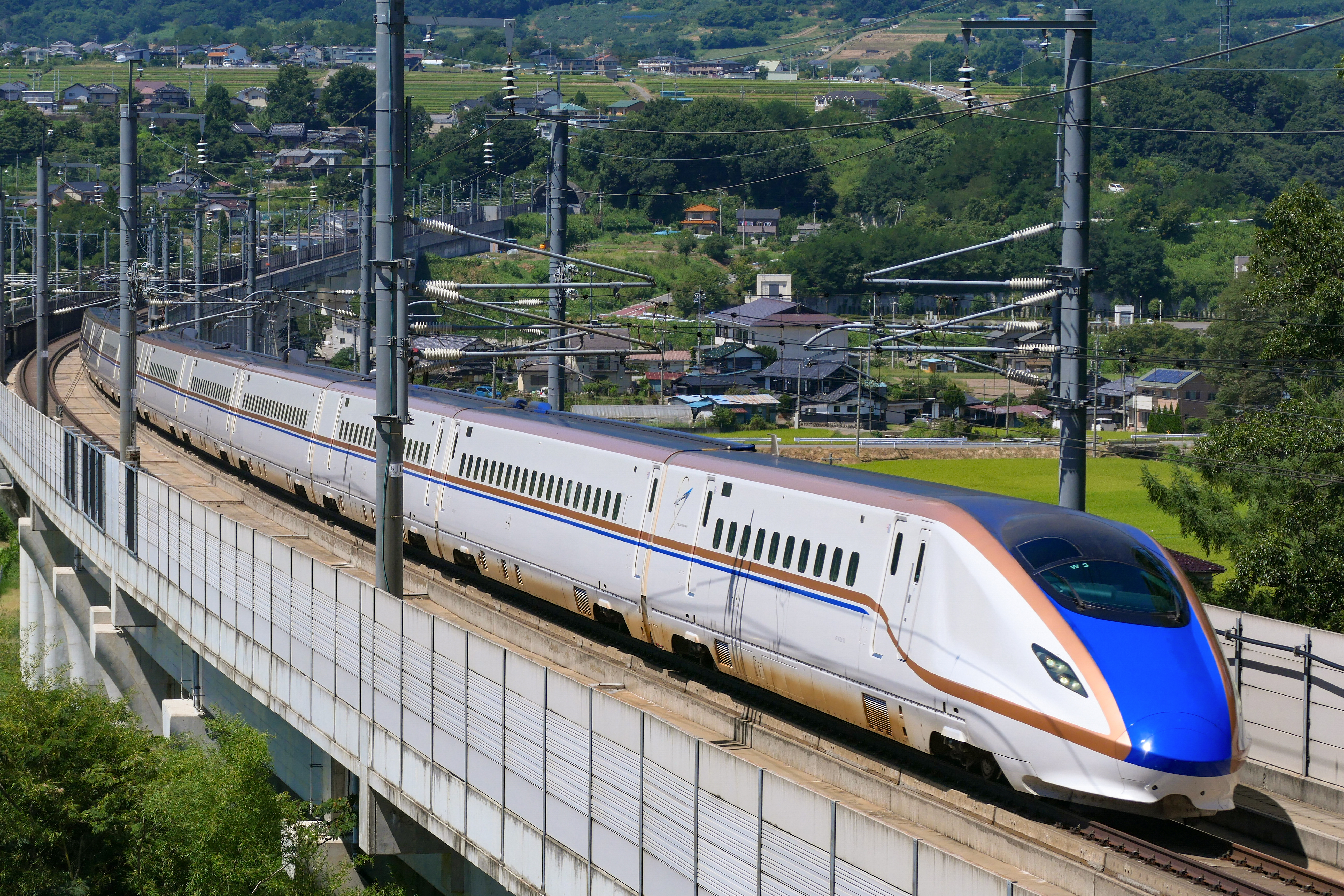
Shinkansen W7
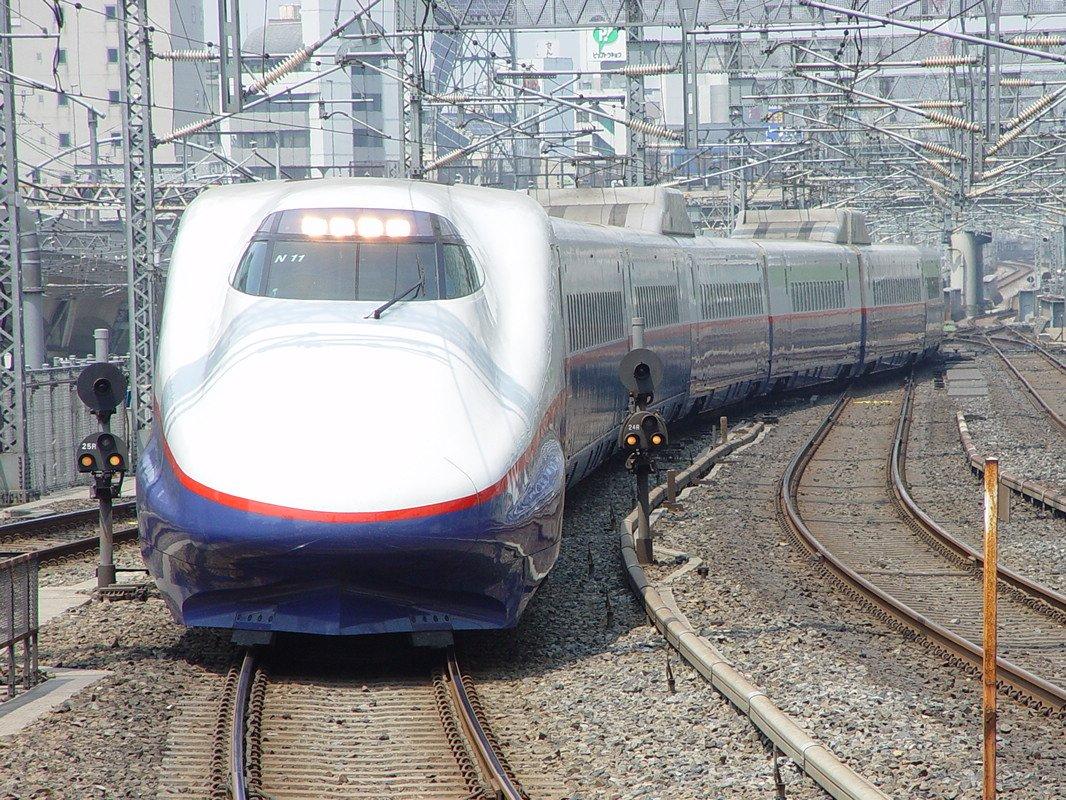
Shinkansen E2 Asama